# Convolvulus equitans
Convolvulus equitans là một loài thực vật có hoa trong họ Bìm bìm. Loài này được Benth. mô tả khoa học đầu tiên năm 1839.